# Hugues de Cabrol
Hugues de Cabrol (né le 29 octobre 1909 à Agen et mort le 31 octobre 2001 à Moirax) est un pasteur, ainsi qu'un aumônier militaire français.

## Biographie

### Naissance et jeunesse

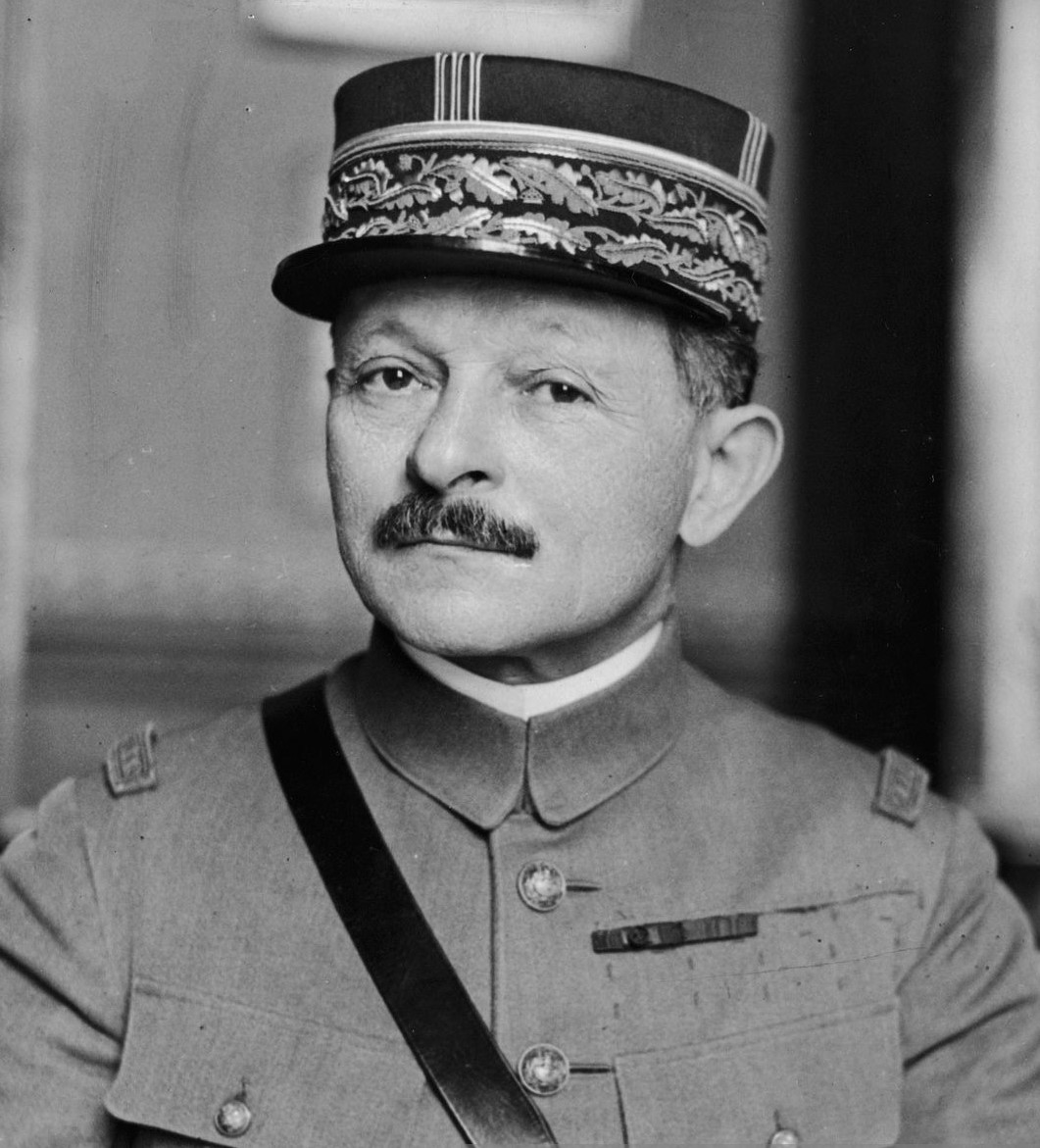
Il tenta de convaincre le général Weygand (sur cette photo) de refuser la capitulation française.

Hugues de Cabrol naît à Agen le 29 octobre 1909. Son père, Camille Cabrol est pasteur de l’Église reformée d'Angen. Sa mère se nomme Jeanne Boubila.
Il étudie au lycée Bernard-Palissy d'Agen.
En 1928, il commence à étudier le droit ainsi que la théologie à Montpellier. En 1932, afin de clore son baccalauréat de théologie, Hugues de Cabrol dépose un mémoire nommé Les Protestants du diocèse d'Agen sous l’épiscopat de Jules de Mascaron (1680-1704). Durant cette période, il est l'un des fondateurs de la section locale de l'Association Sully, mouvement protestant et royaliste. Il en dirige la section étudiante et reçoit le patronage de Henri d'Orléans.

En 1933, il est consacré pasteur et rattaché à l’Église réformée de France. Il est alors nommé à Niort jusqu'en 1939.

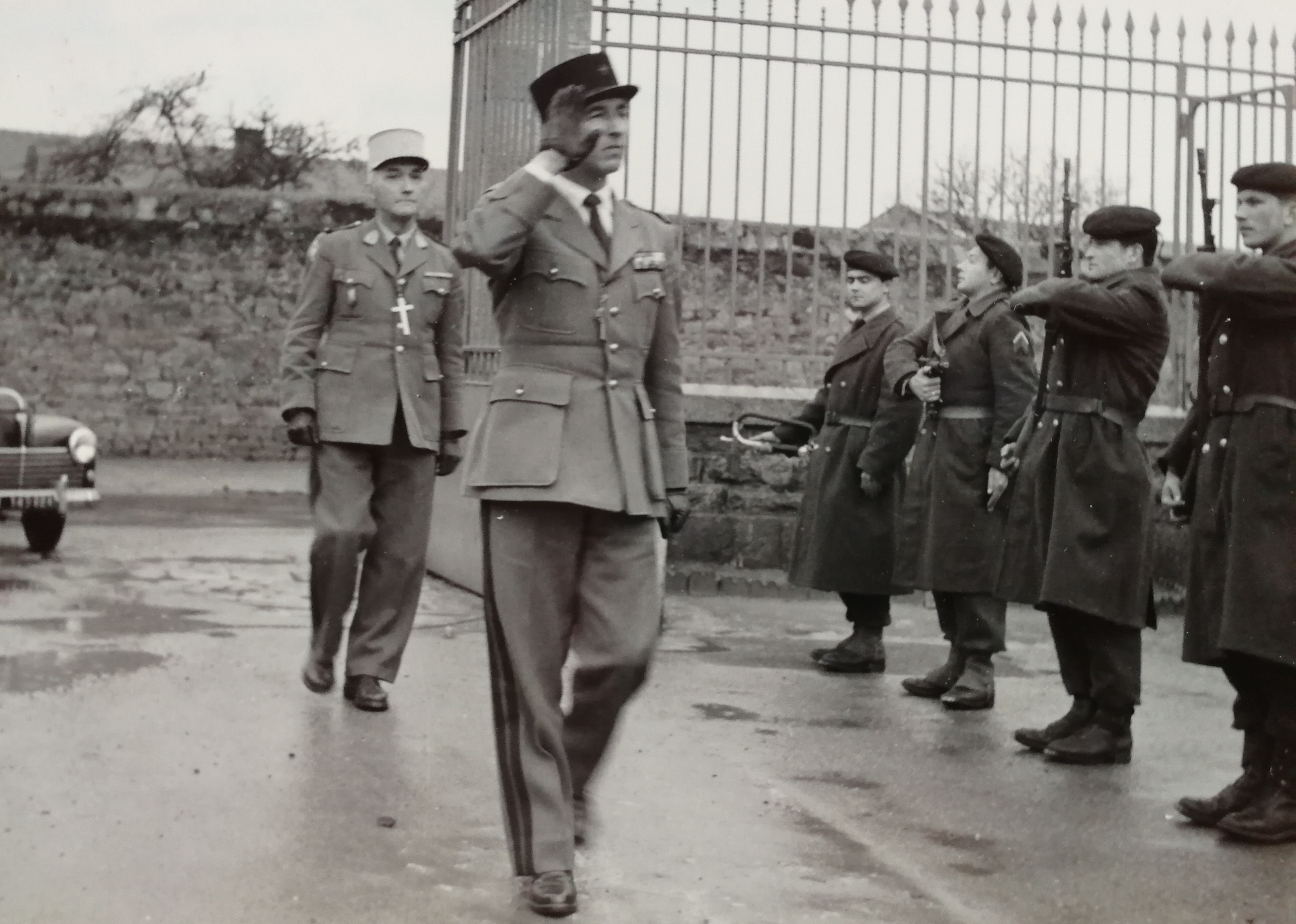
Hugues de Cabrol Aumônier Militaire Français

### Aumônier de guerre
En 1939, sur décision du conseil de la Fédération protestante de France, il est nommé aumônier militaire des troupes du levant ainsi qu'administrateur des œuvres de Syrie et du Liban. Il est rattaché au Corps expéditionnaire du général Maxime Weygand. Il tentera de le convaincre de refuser l'armistice et de continuer le combat, mais sans succès.
En 1942, il est rapatrié avec les troupes du général Henri Dentz, puis, envoyé au Maroc. Devenu aumônier de la 5e division blindée, composante de la 1re armée, il prend part à la libération.
Il devient aumônier des troupes stationnées en Allemagne, puis, en 1946, aumônier de la liaison au ministère des Armées. En 1951, il est nommé directeur de l’Aumônerie protestante pour l'armée de terre Outre-mer, puis aumônier général des armées en 1959. Aussi, il dirige l’Aumônerie militaire protestante durant les guerres d'Indochine et d'Algérie. Il est mis en retraite en 1967.

### Retour à la vie pastorale

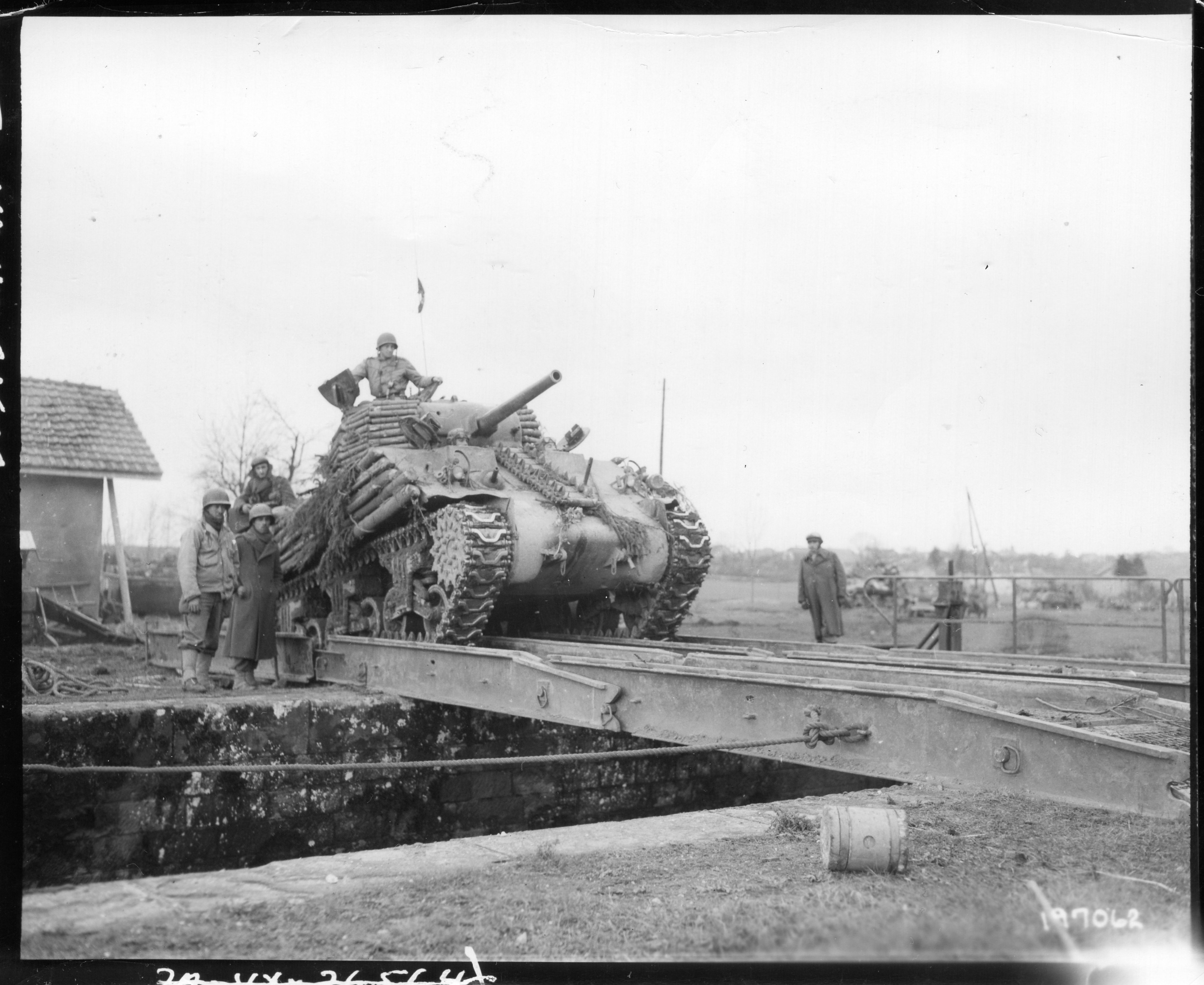

De retour à la vie civile, il part à Copenhague ou il est pasteur de la paroisse reformée de langue française, et préside la rénovation d'un temple construit initialement en 1696. Il fera aussi office à la paroisse française de Stockholm.   
Membre de l'ordre de Saint-Jean de Jérusalem, Hugues de Cabrol contribue à la fondation d'une commanderie française, rattachée au bailliage de Bandebourg.    
De retour à Agen, il contribue activement à la Société académique locale, qu'il préside à trois reprises.   
D'octobre 1987 à janvier 1991, il correspond avec le pasteur royaliste Jean-Marc Daumas. Ce dernier récupérera les correspondances qu'Alfred-Henri Chaber entretenait avec Philippe Secrétan, conservées par Hugues de Cabrol.   
Il décède à Agen le 31 octobre 2001.   

## Reconnaissance

### Décorations
- Croix de guerre 1939-1945
- Médaille Coloniale 1947
- Dahir : Ordre des Chrétiens 1948
- Ordre de l'Étoile noire 1949
- Officier de l'Étoile noire 1950
- Légion d'honneur 1951
- Legion of Merit
- Officier de la Légion d'honneur 1964
- Grand-croix du Mérite[2]

### Hommages
Le 30 octobre 2017, à l'occasion du 500e anniversaire de la réforme, une « Place des pasteurs de Cabrol » est inaugurée à Agen, en présence du maire Jean Dionis du Séjour.